# Radiumfluorid
Radiumfluorid (RaF2) ist ein weißer, kubisch kristalliner, nicht wasserlöslicher Feststoff mit einem Schmelzpunkt von 1327 °C.
Die Kristallstruktur ist der des Calciumfluorids ähnlich.
Radiumfluorid wird durch Überleiten von Fluorwasserstoffgas über metallisches Radium synthetisiert:
{\displaystyle {\ce {Ra + 2 HF -> RaF2 + H2}}}
Die Bildungsenthalpie von RaF2 ist ΔHf = −1206 kJ/mol.